# Familia Hunyadi
La familia Hunyadi fue una de las familias nobles más poderosas del Reino de Hungría durante el siglo XV. Un miembro de la familia, Matías Corvino, fue rey de Hungría desde 1458 hasta 1490, rey de Bohemia (gobernando en Moravia, la Baja Lusacia, la Alta Lusacia y Silesia) desde 1469 hasta 1490, y duque de Austria desde 1487 hasta 1490. Su hijo ilegítimo, Juan Corvino, gobernó el Ducado de Troppau desde 1485 hasta 1501, y otros cinco ducados de Silesia, incluidos Bytom, Głubczyce, Loslau, Racibórz y Tost, desde 1485 hasta 1490. El escudo de armas de Hunyadi representaba un cuervo con un anillo dorado en el pico.
El fundador de la familia, Vajk, recibió el homónimo castillo de Hunyad (en la actual Hunedoara, Rumania) de manos del rey Segismundo de Hungría, en 1409. Su origen étnico es tema de debate académico. Algunos historiadores modernos lo describen como un valaco, o rumano, knez o boyardo de Valaquia o Transilvania. Otros lo describen como un noble cumano o eslavo. Según el historiador del siglo XV, Johannes de Thurocz, Vajk se mudó de Valaquia a Transilvania. El hijo mayor de Vajk, Juan Hunyadi, fue mencionado a menudo como un «valaco» por sus contemporáneos.
Juan Hunyadi, un talentoso comandante militar, se convirtió en el primer miembro de la familia en adquirir el estatus de «verdadero barón del reino». Fue nombrado ban de Severin en 1439, y vaivoda de Transilvania en 1441. También se le concedió el título de conde perpetuo de Beszterce en 1452, recibiendo así el primer título hereditario creado en el Reino de Hungría. A su muerte, Juan Hunyadi tenía muchas tierras en todo el reino. La fama y fortuna de Hunyadi llevaron a la elección de su hijo, Matías Corvino, como rey de Hungría en 1458. Matías gobernó Moravia, Silesia, Austria y otras regiones vecinas. Intentó asegurar la línea hereditaria de sucesión de su hijo, Juan Corvino. Sin embargo, esto no sucedió, y Juan solo pudo retener el Ducado de Glogovia, junto con algunos otros dominios familiares en Hungría, después de la muerte de Matías en 1490. El único hijo de Juan, Cristóbal Corvino, fue el último miembro masculino de la familia. Murió a la edad de seis años en 1505. Su hermana Isabel murió durante la infancia.

## Orígenes
La familia recibió su tierra por parte de Segismundo, rey de Hungría, el 18 de octubre de 1409. Ese día, Segismundo otorgó el castillo de Hunyad y su dominio a Vajk y a cuatro de sus parientes. Además de Vajk, la concesión incluye a sus dos hermanos, Magos y Radol, su primo o tío también llamado Radol, y al hijo de Vajk, Juan, el futuro regente de Hungría. La concesión decía que el padre de Vajk se llamaba «Serbe», pero no dijo nada más sobre los orígenes de la familia.

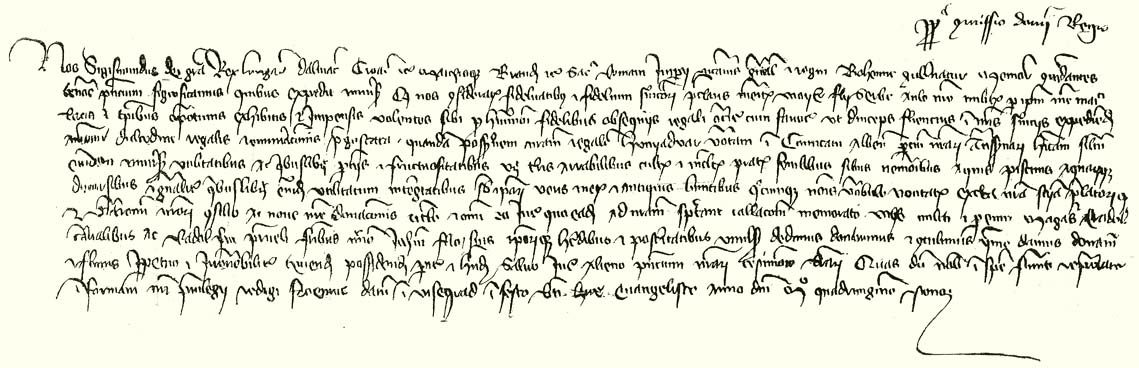
La concesión del castillo de Hunyad por parte del rey Segismundo de Hungría a Voyk y sus familiares.

El hijo de Vajk, Juan Hunyadi, tenía el sobrenombre de «Olah», que significa «Valaco», en su juventud, lo que implicaba que era de origen rumano. El historiador de la corte del nieto de Vajk, el rey Matías Corvino, Antonio Bonfini, declaró explícitamente que Juan había «nacido de un padre valaco». El emperador del Sacro Imperio Romano Germánico Federico III también sabía que el rey Matías había «nacido de un padre valaco», y un veneciano, Sebastiano Baduario, se refirió a los rumanos como el pueblo del rey Matías.
Los historiadores de los siglos xv y xvi, con perspectivas que estaban en contra o a favor de la familia, escribieron diferentes informes sobre el estatus de la familia antes de la concesión del rey Segismundo. Jan Długosz describió a Juan Hunyadi como «un hombre de origen desconocido», y se le menciona asimismo como «un valaco por nacimiento, no de alta cuna» por Eneas Silvio Piccolomini. Por otro lado, Johannes de Thurocz dijo que Juan Hunyadi «era descendiente de una noble y famosa raza de Valaquia».

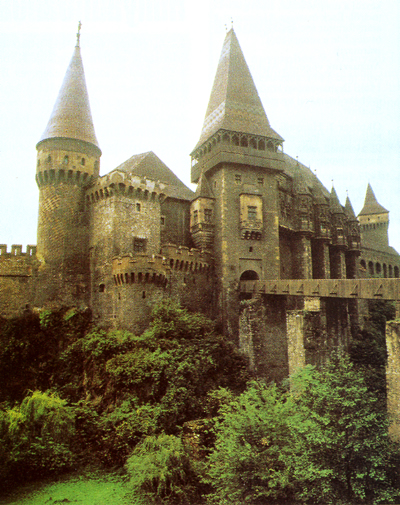
El castillo de Hunyad, gótico y renacentista (en la actual Hunedoara, Rumanía), construido en el patrimonio que le dio nombre a la familia.

Johannes de Thurocz también escribió que el rey Segismundo, fascinado por la fama de Vajk, «lo llevó de Valaquia a su propio reino y lo instaló allí», sugiriendo que Vajk se mudó de su tierra natal de Valaquia al Reino de Hungría. El historiador de finales del siglo XV Philippe de Commines se refirió al hijo de Vajk, Juan, como el «Caballero Blanco de Valaquia». De acuerdo con estas fuentes, Pál Engel, András Kubinyi y otros historiadores contemporáneos han escrito que la familia Hunyadi descendía de boyardos (nobles) valacos.
Según otra opinión sobre los orígenes de la familia, defendida por los historiadores Camil Mureşanu e Ion-Aurel Pop, Vajk no emigró de Valaquia, sino que nació en una familia de nobles knezes rumanos de la región de Hátszeg o Hunyad. Dicen que el abuelo de Vajk podría haber sido un hombre llamado «Costea», mencionado en una carta real de 1360, y que tuvo un hijo llamado Serbe (el nombre del padre de Vajk). Según la carta, Costea y Serbe establecieron juntos dos pueblos en la región de Hátszeg. El historiador Dezső Dümmerth ofrece una tercera visión de la ascendencia de los Hunyadis. Dijo que Voyk era un cumano rumanizado. Atribuye la ascendencia cumana y tártara a los boyardos valacos. Otro historiador, Miklós Molnár, acepta el origen valaco de la familia, pero también representa una cuarta perspectiva sobre los orígenes de la familia. Dijo que bien podrían haber sido de ascendencia eslava. Ni Paul Lendvai ni András Boros-Kazai excluyeron la posibilidad de que los Hunyadis fueran de origen eslavo.
El rápido avance de Juan Hunyadi, que asombró a sus contemporáneos y dio lugar a leyendas sobre sus orígenes. Según una de estas historias, registrada en detalle por el historiador del siglo XVI Gáspár Heltai, Juan Hunyadi era el hijo ilegítimo del rey Segismundo con una mujer llamada Isabel, que era hija de un «rico boyardo» de Morzsina en el Condado de Hunyad. Antonio Bonfini, por otro lado, escribió que la madre de Juan Hunyadi era una mujer griega anónima que estaba relacionada con los emperadores bizantinos.
Surgieron más leyendas sobre el supuesto origen rumano de la familia. Antonio Bonfini escribió que Juan Hunyadi «rastreó a sus parientes hasta la familia romana de los Corvinos». Esta historia está relacionada con el escudo de armas de los Hunyadis, que representa un cuervo, corvus en latín, con un anillo dorado en el pico. Las monedas acuñadas para el príncipe Vladislao I de Valaquia en 1365 representan un pájaro parecido a un cuervo. Con base en esta similitud, Zsuzsa Teke y algunos otros historiadores no excluyeron la posibilidad de que los Hunyadis estuvieran relacionados con los Basarabs, la dinastía gobernante de Valaquia. Otro historiador, Péter E. Kovács, escribió que esa teoría necesitaba mayor verificación.

## Miembros notables

### Vajk Hunyadi
Vajk nació en Valaquia, según los historiadores casi contemporáneos Johannes de Thurocz y Gáspár Heltai. Vajk había estado sirviendo como «caballero cortesano» en la corte real cuando recibió la heredad de Hunyad del rey Segismundo, lo que sugiere que descendía de una prominente familia de Valaquia. El historiador moderno Kubinyi escribió que Vajk probablemente se unió a Segismundo en 1395. En este año, Segismundo invadió Valaquia y restauró a su vasallo, Mircea el Viejo, al trono principesco.
Fue mencionado por última vez en una carta real en 1414. Vajk murió antes del 12 de febrero de 1419. En ese día, se emitió una carta confirmando la concesión de 1409 para el hermano de Vajk, Radol, y para los tres hijos de Vajk: Juan el Viejo, Juan el Joven y Vajk.

### Juan Hunyadi el Viejo

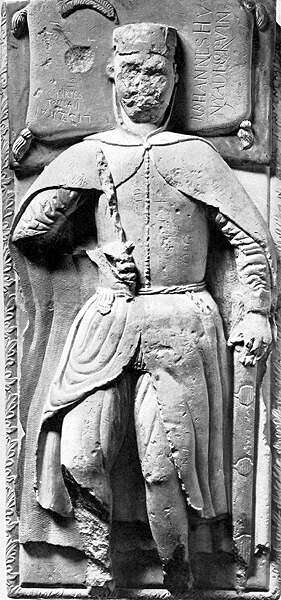
La cubierta de la tumba de Juan Hunyadi en la catedral de Gyulafehérvár (actual Alba Iulia, Rumanía).

El hijo mayor de Vajk, Juan Hunyadi, nació entre 1405 y 1407. En su juventud, sirvió en la corte de Jorge Csáky, Filippo de Ozora y otros barones guerreros del rey Segismundo. Se casó con Isabel Szilágyi alrededor de 1429. Su padre poseía propiedades en el Condado de Bodrog.
Juan Hunyadi desarrolló sus habilidades militares durante sus viajes en Italia y Bohemia en el séquito de Segismundo a principios de la década de 1430. Juan y su hermano menor (que era su tocayo) fueron designados conjuntamente banes de Szörény (actual Drobeta-Turnu Severin, Rumania) en 1439 por el sucesor de Segismundo, Alberto II de Habsburgo. Con este nombramiento, adquirieron el estatus de «verdaderos barones».
Juan Hunyadi devino en vaivoda de Transilvania y conde de los sículos en 1441, con la responsabilidad de la defensa de las fronteras del sur de Hungría contra las incursiones otomanas. Derrotó a los otomanos en varias batallas durante su «campaña larga» en la península balcánica en 1443. Los estamentos del reino lo eligieron regente durante la minoría del rey Ladislao V de Hungría en 1446. El rey Ladislao otorgó el título de conde perpetuo de Beszterce (actual Bistrița, Rumania) sobre Juan Hunyadi después de que renunció a la gobernación en 1452. Este fue el primer ejemplo de una concesión de un título hereditario en el Reino de Hungría. Para entonces, Juan Hunyadi se había convertido en el terrateniente más rico del Reino de Hungría, con cerca de 25 fortalezas, 30 ciudades y más de 1000 aldeas. Murió el 11 de agosto de 1456, poco después de su mayor victoria sobre los otomanos en el sitio de Belgrado.

### Juan Hunyadi el Joven
Juan el Joven era el menor de los dos hijos de Vajk que compartían el nombre de Juan, y fue mencionado por primera vez en una carta emitida a cuatro miembros de su familia el 12 de febrero de 1419. El rey Alberto de Hungría lo nombró ban de Severin junto con su hermano, Juan el Viejo, en 1439. Murió luchando contra los otomanos en 1441. Su hermano escribió de él como «el valiente de los valientes», mostrando que Juan el Joven era considerado un soldado valiente.

### Ladislao Hunyadi
Ladislao Hunyadi era el mayor de los dos hijos de Juan Hunyadi e Isabel Szilágyi. Nació alrededor de 1432. A la edad de 20 años, fue nombrado ispán, o conde, del Condado de Pozsony, lo que lo convirtió en un «verdadero barón». Se convirtió en ban de Croacia en 1453 y maestre de los caballos en 1456.
Con la muerte de su padre, Ladislao heredó un enorme dominio en 1456. El ambicioso Ladislao hizo que el principal oponente de su padre, Ulrico II de Celje, fuera capturado y asesinado el 9 de noviembre. El rey, que prometió amnistía a Ladislao bajo coacción, lo hizo arrestar al año siguiente. Ladislao fue condenado a muerte por alta traición. Fue ejecutado el 16 de marzo de 1457.

### Matías Corvino

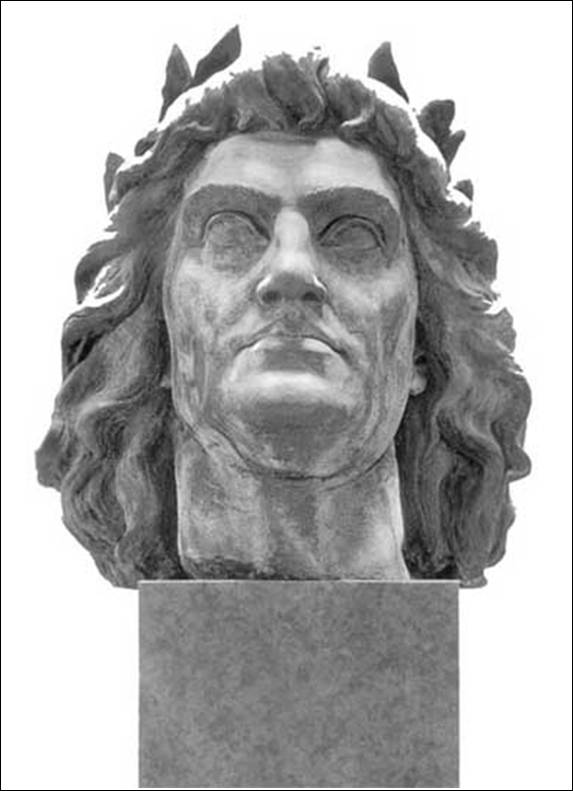
Una escultura contemporánea de Matías Corvino.

Matías, el hijo menor de Juan Hunyadi e Isabel Szilágyi, nació el 23 de febrero de 1443. Fue arrestado por orden del rey Ladislao V de Hungría el 14 de marzo de 1457, junto con su hermano mayor Ladislao. El hermano de Matías fue ejecutado dos días después de haber sido arrestado. Por temor a una revuelta, el rey huyó a Praga y se llevó a Matías con él.
Ladislao V, que no tenía hijos, murió el 23 de noviembre de 1457. Se convocó una Dieta para elegir al nuevo monarca. El tío materno de Matías, Miguel Szilágyi, llegó con más de 10 000 nobles armados bajo su mando, y la Dieta proclamó rey a Matías el 24 de enero de 1458. Matías regresó de Praga, pero solo fue coronado con la Corona de san Esteban el 29 de marzo de 1464, porque había pasado los años anteriores luchando contra sus oponentes.
Instado por el papa Pablo II, Matías encabezó una cruzada contra los husitas checos y ocupó gran parte de Moravia y Silesia en 1468. Los estamentos católicos de Moravia lo proclamaron rey de Bohemia el 3 de mayo de 1469. El reinado de Matías también fue reconocido en Lusacia y Silesia, pero Bohemia propiamente dicha permaneció bajo el dominio de sus oponentes, los reyes Jorge de Podiebrad (hasta 1471) y Vladislao II Jagellón. A través de una serie de guerras, Matías ocupó la Baja Austria y Estiria entre 1480 y 1487. Adoptó oficialmente el título de duque de Austria en 1487.
Matías se casó con su primera esposa, Catalina Podiebrad, en 1461. Murió al dar a luz en 1464. Su segunda esposa, Beatriz de Nápoles, con quien se casó en 1476, era infértil. En la última década de su vida, Matías aseguró la sucesión de su hijo ilegítimo, Juan Corvino, al trono de Hungría. Matías murió el 6 de abril de 1490.

### Juan Corvino
Juan Corvino era el hijo ilegítimo del rey Matías y su amante, Bárbara Edelpeck. Juan Corvino nació el 2 de abril de 1473. Matías reconoció en público que Juan era su hijo y le otorgó el título de duque de Liptó (actual Liptov, Eslovaquia) en 1481. Juan Corvino recibió varias concesiones de tierras de su padre en los años siguientes. El rey Matías le otorgó el Ducado de Troppau y cinco ducados más de Silesia: Beuthen, Leobschütz, Loslau, Racibórz y Tost, en 1485.
Todos los intentos del rey Matías de asegurar la sucesión al trono de su hijo resultaron inútiles poco después de su muerte. Los prelados y los barones eligieron rey a Vladislao II Jagellón el 15 de julio de 1490. Conservó sus dominios y el Ducado de Troppau. El nuevo monarca le otorgó el título de duque de Eslavonia, pero renunció a este en 1495. También renunció al Ducado de Troppau en 1501.
Juan Corvino se casó con Beatriz de Frangepán en 1496. Ella dio a luz a dos hijos, Isabel y Cristóbal. Juan Corvino murió el 12 de octubre de 1504. Su hijo murió a la edad de seis años, su hija a la edad de doce.

## Genealogía
La siguiente genealogía muestra a los miembros conocidos de la familia Hunyadi:
(* = nacido; † = fallecido; ∞ = esposa o esposa; a. = antes; c. = aproximadamente; m. = mencionado)
|                                                              |                                                              |                                                              |                                                              |                                                              |                                                              |                              |                              |                                                                        |                                                                        |                                                                        |                                                                        |                                                                        |                                                                        |                                                        |                                                        |                                                        |                                                        |                   |                   | Costea (¿?)        |                    |                    |                    |                                   |                                   |                                   |                                   |                                                 |                                                 |                                                 |                                                 |                                                      |                                                      |                                                      |                                                      |                                                      |                                                      |  |  |                                |                                |                                |                                |                                |                                |  |  |  |  |  |  |  |  |  |  |  |  |  |  |  |  |  |  |  |  |  |  |  |  |
|                                                              |                                                              |                                                              |                                                              |                                                              |                                                              |                              |                              |                                                                        |                                                                        |                                                                        |                                                                        |                                                                        |                                                                        |                                                        |                                                        |                                                        |                                                        |                   |                   |                    |                    |                    |                    |                                   |                                   |                                   |                                   |                                                 |                                                 |                                                 |                                                 |                                                      |                                                      |                                                      |                                                      |                                                      |                                                      |  |  |                                |                                |                                |                                |                                |                                |  |  |  |  |  |  |  |  |  |  |  |  |  |  |  |  |  |  |  |  |  |  |  |  |
|                                                              |                                                              |                                                              |                                                              |                                                              |                                                              |                              |                              |                                                                        |                                                                        |                                                                        |                                                                        |                                                                        |                                                                        |                                                        |                                                        |                                                        |                                                        |                   |                   |                    |                    |                    |                    |                                   |                                   |                                   |                                   |                                                 |                                                 |                                                 |                                                 |                                                      |                                                      |                                                      |                                                      |                                                      |                                                      |  |  |                                |                                |                                |                                |                                |                                |  |  |  |  |  |  |  |  |  |  |  |  |  |  |  |  |  |  |  |  |  |  |  |  |
|                                                              |                                                              |                                                              |                                                              |                                                              |                                                              |                              |                              |                                                                        |                                                                        |                                                                        |                                                                        |                                                                        |                                                                        |                                                        |                                                        |                                                        |                                                        |                   |                   | Serbe † a. 1409    | Serbe † a. 1409    | Serbe † a. 1409    | Serbe † a. 1409    | Serbe † a. 1409                   | Serbe † a. 1409                   |                                   |                                   | Radol (¿?) (m. in 1409)                         | Radol (¿?) (m. in 1409)                         | Radol (¿?) (m. in 1409)                         | Radol (¿?) (m. in 1409)                         | Radol (¿?) (m. in 1409)                              | Radol (¿?) (m. in 1409)                              |                                                      |                                                      |                                                      |                                                      |  |  |                                |                                |                                |                                |                                |                                |  |  |  |  |  |  |  |  |  |  |  |  |  |  |  |  |  |  |  |  |  |  |  |  |
|                                                              |                                                              |                                                              |                                                              |                                                              |                                                              |                              |                              |                                                                        |                                                                        |                                                                        |                                                                        |                                                                        |                                                                        |                                                        |                                                        |                                                        |                                                        |                   |                   | Serbe † a. 1409    | Serbe † a. 1409    | Serbe † a. 1409    | Serbe † a. 1409    | Serbe † a. 1409                   | Serbe † a. 1409                   |                                   |                                   | Radol (¿?) (m. in 1409)                         | Radol (¿?) (m. in 1409)                         | Radol (¿?) (m. in 1409)                         | Radol (¿?) (m. in 1409)                         | Radol (¿?) (m. in 1409)                              | Radol (¿?) (m. in 1409)                              |                                                      |                                                      |                                                      |                                                      |  |  |                                |                                |                                |                                |                                |                                |  |  |  |  |  |  |  |  |  |  |  |  |  |  |  |  |  |  |  |  |  |  |  |  |
|                                                              |                                                              |                                                              |                                                              |                                                              |                                                              |                              |                              |                                                                        |                                                                        |                                                                        |                                                                        |                                                                        |                                                                        |                                                        |                                                        |                                                        |                                                        |                   |                   |                    |                    |                    |                    |                                   |                                   |                                   |                                   |                                                 |                                                 |                                                 |                                                 |                                                      |                                                      |                                                      |                                                      |                                                      |                                                      |  |  |                                |                                |                                |                                |                                |                                |  |  |  |  |  |  |  |  |  |  |  |  |  |  |  |  |  |  |  |  |  |  |  |  |
|                                                              |                                                              |                                                              |                                                              |                                                              |                                                              |                              |                              |                                                                        |                                                                        |                                                                        |                                                                        | Vajk (m. 1409-1414) † a. 1419 ∞(Isabel) Morzsinai (¿?)                 | Vajk (m. 1409-1414) † a. 1419 ∞(Isabel) Morzsinai (¿?)                 | Vajk (m. 1409-1414) † a. 1419 ∞(Isabel) Morzsinai (¿?) | Vajk (m. 1409-1414) † a. 1419 ∞(Isabel) Morzsinai (¿?) | Vajk (m. 1409-1414) † a. 1419 ∞(Isabel) Morzsinai (¿?) | Vajk (m. 1409-1414) † a. 1419 ∞(Isabel) Morzsinai (¿?) |                   |                   | Magos (m. en 1409) | Magos (m. en 1409) | Magos (m. en 1409) | Magos (m. en 1409) | Magos (m. en 1409)                | Magos (m. en 1409)                |                                   |                                   | Radol (m. 1409-1419) † a. 1429 ∞Ankó Branicskai | Radol (m. 1409-1419) † a. 1429 ∞Ankó Branicskai | Radol (m. 1409-1419) † a. 1429 ∞Ankó Branicskai | Radol (m. 1409-1419) † a. 1429 ∞Ankó Branicskai | Radol (m. 1409-1419) † a. 1429 ∞Ankó Branicskai      | Radol (m. 1409-1419) † a. 1429 ∞Ankó Branicskai      |                                                      |                                                      |                                                      |                                                      |  |  |                                |                                |                                |                                |                                |                                |  |  |  |  |  |  |  |  |  |  |  |  |  |  |  |  |  |  |  |  |  |  |  |  |
|                                                              |                                                              |                                                              |                                                              |                                                              |                                                              |                              |                              |                                                                        |                                                                        |                                                                        |                                                                        | Vajk (m. 1409-1414) † a. 1419 ∞(Isabel) Morzsinai (¿?)                 | Vajk (m. 1409-1414) † a. 1419 ∞(Isabel) Morzsinai (¿?)                 | Vajk (m. 1409-1414) † a. 1419 ∞(Isabel) Morzsinai (¿?) | Vajk (m. 1409-1414) † a. 1419 ∞(Isabel) Morzsinai (¿?) | Vajk (m. 1409-1414) † a. 1419 ∞(Isabel) Morzsinai (¿?) | Vajk (m. 1409-1414) † a. 1419 ∞(Isabel) Morzsinai (¿?) |                   |                   | Magos (m. en 1409) | Magos (m. en 1409) | Magos (m. en 1409) | Magos (m. en 1409) | Magos (m. en 1409)                | Magos (m. en 1409)                |                                   |                                   | Radol (m. 1409-1419) † a. 1429 ∞Ankó Branicskai | Radol (m. 1409-1419) † a. 1429 ∞Ankó Branicskai | Radol (m. 1409-1419) † a. 1429 ∞Ankó Branicskai | Radol (m. 1409-1419) † a. 1429 ∞Ankó Branicskai | Radol (m. 1409-1419) † a. 1429 ∞Ankó Branicskai      | Radol (m. 1409-1419) † a. 1429 ∞Ankó Branicskai      |                                                      |                                                      |                                                      |                                                      |  |  |                                |                                |                                |                                |                                |                                |  |  |  |  |  |  |  |  |  |  |  |  |  |  |  |  |  |  |  |  |  |  |  |  |
|                                                              |                                                              |                                                              |                                                              |                                                              |                                                              |                              |                              |                                                                        |                                                                        |                                                                        |                                                                        |                                                                        |                                                                        |                                                        |                                                        |                                                        |                                                        |                   |                   |                    |                    |                    |                    |                                   |                                   |                                   |                                   |                                                 |                                                 |                                                 |                                                 |                                                      |                                                      |                                                      |                                                      |                                                      |                                                      |  |  |                                |                                |                                |                                |                                |                                |  |  |  |  |  |  |  |  |  |  |  |  |  |  |  |  |  |  |  |  |  |  |  |  |
| Juan Hunyadi el Mayor (¿?) * c. 1406 † 1456 ∞Isabel Szilágyi | Juan Hunyadi el Mayor (¿?) * c. 1406 † 1456 ∞Isabel Szilágyi | Juan Hunyadi el Mayor (¿?) * c. 1406 † 1456 ∞Isabel Szilágyi | Juan Hunyadi el Mayor (¿?) * c. 1406 † 1456 ∞Isabel Szilágyi | Juan Hunyadi el Mayor (¿?) * c. 1406 † 1456 ∞Isabel Szilágyi | Juan Hunyadi el Mayor (¿?) * c. 1406 † 1456 ∞Isabel Szilágyi |                              |                              | Juan Hunyadi el Menor (m. 1419-1441) † 1441                            | Juan Hunyadi el Menor (m. 1419-1441) † 1441                            | Juan Hunyadi el Menor (m. 1419-1441) † 1441                            | Juan Hunyadi el Menor (m. 1419-1441) † 1441                            | Juan Hunyadi el Menor (m. 1419-1441) † 1441                            | Juan Hunyadi el Menor (m. 1419-1441) † 1441                            |                                                        |                                                        | Vajk (m. en 1419)                                      | Vajk (m. en 1419)                                      | Vajk (m. en 1419) | Vajk (m. en 1419) | Vajk (m. en 1419)  | Vajk (m. en 1419)  |                    |                    | Hija ∞Juan Székely de Szentgyörgy | Hija ∞Juan Székely de Szentgyörgy | Hija ∞Juan Székely de Szentgyörgy | Hija ∞Juan Székely de Szentgyörgy | Hija ∞Juan Székely de Szentgyörgy               | Hija ∞Juan Székely de Szentgyörgy               |                                                 |                                                 | Clara (¿?) (m. 1450-1467) ∞Jorge Pongrác de Dengeleg | Clara (¿?) (m. 1450-1467) ∞Jorge Pongrác de Dengeleg | Clara (¿?) (m. 1450-1467) ∞Jorge Pongrác de Dengeleg | Clara (¿?) (m. 1450-1467) ∞Jorge Pongrác de Dengeleg | Clara (¿?) (m. 1450-1467) ∞Jorge Pongrác de Dengeleg | Clara (¿?) (m. 1450-1467) ∞Jorge Pongrác de Dengeleg |  |  | Marina (¿?) ∞Manzilla de Argeș | Marina (¿?) ∞Manzilla de Argeș | Marina (¿?) ∞Manzilla de Argeș | Marina (¿?) ∞Manzilla de Argeș | Marina (¿?) ∞Manzilla de Argeș | Marina (¿?) ∞Manzilla de Argeș |  |  |  |  |  |  |  |  |  |  |  |  |  |  |  |  |  |  |  |  |  |  |  |  |
| Juan Hunyadi el Mayor (¿?) * c. 1406 † 1456 ∞Isabel Szilágyi | Juan Hunyadi el Mayor (¿?) * c. 1406 † 1456 ∞Isabel Szilágyi | Juan Hunyadi el Mayor (¿?) * c. 1406 † 1456 ∞Isabel Szilágyi | Juan Hunyadi el Mayor (¿?) * c. 1406 † 1456 ∞Isabel Szilágyi | Juan Hunyadi el Mayor (¿?) * c. 1406 † 1456 ∞Isabel Szilágyi | Juan Hunyadi el Mayor (¿?) * c. 1406 † 1456 ∞Isabel Szilágyi |                              |                              | Juan Hunyadi el Menor (m. 1419-1441) † 1441                            | Juan Hunyadi el Menor (m. 1419-1441) † 1441                            | Juan Hunyadi el Menor (m. 1419-1441) † 1441                            | Juan Hunyadi el Menor (m. 1419-1441) † 1441                            | Juan Hunyadi el Menor (m. 1419-1441) † 1441                            | Juan Hunyadi el Menor (m. 1419-1441) † 1441                            |                                                        |                                                        | Vajk (m. en 1419)                                      | Vajk (m. en 1419)                                      | Vajk (m. en 1419) | Vajk (m. en 1419) | Vajk (m. en 1419)  | Vajk (m. en 1419)  |                    |                    | Hija ∞Juan Székely de Szentgyörgy | Hija ∞Juan Székely de Szentgyörgy | Hija ∞Juan Székely de Szentgyörgy | Hija ∞Juan Székely de Szentgyörgy | Hija ∞Juan Székely de Szentgyörgy               | Hija ∞Juan Székely de Szentgyörgy               |                                                 |                                                 | Clara (¿?) (m. 1450-1467) ∞Jorge Pongrác de Dengeleg | Clara (¿?) (m. 1450-1467) ∞Jorge Pongrác de Dengeleg | Clara (¿?) (m. 1450-1467) ∞Jorge Pongrác de Dengeleg | Clara (¿?) (m. 1450-1467) ∞Jorge Pongrác de Dengeleg | Clara (¿?) (m. 1450-1467) ∞Jorge Pongrác de Dengeleg | Clara (¿?) (m. 1450-1467) ∞Jorge Pongrác de Dengeleg |  |  | Marina (¿?) ∞Manzilla de Argeș | Marina (¿?) ∞Manzilla de Argeș | Marina (¿?) ∞Manzilla de Argeș | Marina (¿?) ∞Manzilla de Argeș | Marina (¿?) ∞Manzilla de Argeș | Marina (¿?) ∞Manzilla de Argeș |  |  |  |  |  |  |  |  |  |  |  |  |  |  |  |  |  |  |  |  |  |  |  |  |
|                                                              |                                                              |                                                              |                                                              |                                                              |                                                              |                              |                              |                                                                        |                                                                        |                                                                        |                                                                        |                                                                        |                                                                        |                                                        |                                                        |                                                        |                                                        |                   |                   |                    |                    |                    |                    |                                   |                                   |                                   |                                   |                                                 |                                                 |                                                 |                                                 |                                                      |                                                      |                                                      |                                                      |                                                      |                                                      |  |  |                                |                                |                                |                                |                                |                                |  |  |  |  |  |  |  |  |  |  |  |  |  |  |  |  |  |  |  |  |  |  |  |  |
| Ladislao Hunyadi * c. 1432 † 1457                            | Ladislao Hunyadi * c. 1432 † 1457                            | Ladislao Hunyadi * c. 1432 † 1457                            | Ladislao Hunyadi * c. 1432 † 1457                            | Ladislao Hunyadi * c. 1432 † 1457                            | Ladislao Hunyadi * c. 1432 † 1457                            |                              |                              | Matías Corvino * 1443 † 1490 1∞Catalina Podiebrad 2∞Beatriz de Nápoles | Matías Corvino * 1443 † 1490 1∞Catalina Podiebrad 2∞Beatriz de Nápoles | Matías Corvino * 1443 † 1490 1∞Catalina Podiebrad 2∞Beatriz de Nápoles | Matías Corvino * 1443 † 1490 1∞Catalina Podiebrad 2∞Beatriz de Nápoles | Matías Corvino * 1443 † 1490 1∞Catalina Podiebrad 2∞Beatriz de Nápoles | Matías Corvino * 1443 † 1490 1∞Catalina Podiebrad 2∞Beatriz de Nápoles |                                                        |                                                        |                                                        |                                                        |                   |                   |                    |                    |                    |                    |                                   |                                   |                                   |                                   |                                                 |                                                 |                                                 |                                                 |                                                      |                                                      |                                                      |                                                      |                                                      |                                                      |  |  |                                |                                |                                |                                |                                |                                |  |  |  |  |  |  |  |  |  |  |  |  |  |  |  |  |  |  |  |  |  |  |  |  |
| Ladislao Hunyadi * c. 1432 † 1457                            | Ladislao Hunyadi * c. 1432 † 1457                            | Ladislao Hunyadi * c. 1432 † 1457                            | Ladislao Hunyadi * c. 1432 † 1457                            | Ladislao Hunyadi * c. 1432 † 1457                            | Ladislao Hunyadi * c. 1432 † 1457                            |                              |                              | Matías Corvino * 1443 † 1490 1∞Catalina Podiebrad 2∞Beatriz de Nápoles | Matías Corvino * 1443 † 1490 1∞Catalina Podiebrad 2∞Beatriz de Nápoles | Matías Corvino * 1443 † 1490 1∞Catalina Podiebrad 2∞Beatriz de Nápoles | Matías Corvino * 1443 † 1490 1∞Catalina Podiebrad 2∞Beatriz de Nápoles | Matías Corvino * 1443 † 1490 1∞Catalina Podiebrad 2∞Beatriz de Nápoles | Matías Corvino * 1443 † 1490 1∞Catalina Podiebrad 2∞Beatriz de Nápoles |                                                        |                                                        |                                                        |                                                        |                   |                   |                    |                    |                    |                    |                                   |                                   |                                   |                                   |                                                 |                                                 |                                                 |                                                 |                                                      |                                                      |                                                      |                                                      |                                                      |                                                      |  |  |                                |                                |                                |                                |                                |                                |  |  |  |  |  |  |  |  |  |  |  |  |  |  |  |  |  |  |  |  |  |  |  |  |
|                                                              |                                                              |                                                              |                                                              |                                                              |                                                              |                              |                              | Juan Corvino (hijo ilegítimo) * 1473 † 1504 ∞Beatriz de Frangepán      |                                                                        |                                                                        |                                                                        |                                                                        |                                                                        |                                                        |                                                        |                                                        |                                                        |                   |                   |                    |                    |                    |                    |                                   |                                   |                                   |                                   |                                                 |                                                 |                                                 |                                                 |                                                      |                                                      |                                                      |                                                      |                                                      |                                                      |  |  |                                |                                |                                |                                |                                |                                |  |  |  |  |  |  |  |  |  |  |  |  |  |  |  |  |  |  |  |  |  |  |  |  |
|                                                              |                                                              |                                                              |                                                              |                                                              |                                                              |                              |                              |                                                                        |                                                                        |                                                                        |                                                                        |                                                                        |                                                                        |                                                        |                                                        |                                                        |                                                        |                   |                   |                    |                    |                    |                    |                                   |                                   |                                   |                                   |                                                 |                                                 |                                                 |                                                 |                                                      |                                                      |                                                      |                                                      |                                                      |                                                      |  |  |                                |                                |                                |                                |                                |                                |  |  |  |  |  |  |  |  |  |  |  |  |  |  |  |  |  |  |  |  |  |  |  |  |
|                                                              |                                                              |                                                              |                                                              |                                                              |                                                              |                              |                              |                                                                        |                                                                        |                                                                        |                                                                        |                                                                        |                                                                        |                                                        |                                                        |                                                        |                                                        |                   |                   |                    |                    |                    |                    |                                   |                                   |                                   |                                   |                                                 |                                                 |                                                 |                                                 |                                                      |                                                      |                                                      |                                                      |                                                      |                                                      |  |  |                                |                                |                                |                                |                                |                                |  |  |  |  |  |  |  |  |  |  |  |  |  |  |  |  |  |  |  |  |  |  |  |  |
|                                                              |                                                              |                                                              |                                                              | Isabel Corvina * 1496 † 1508                                 | Isabel Corvina * 1496 † 1508                                 | Isabel Corvina * 1496 † 1508 | Isabel Corvina * 1496 † 1508 | Isabel Corvina * 1496 † 1508                                           | Isabel Corvina * 1496 † 1508                                           |                                                                        |                                                                        | Cristobál Corvino * 1499 † 1505                                        | Cristobál Corvino * 1499 † 1505                                        | Cristobál Corvino * 1499 † 1505                        | Cristobál Corvino * 1499 † 1505                        | Cristobál Corvino * 1499 † 1505                        | Cristobál Corvino * 1499 † 1505                        |                   |                   |                    |                    |                    |                    |                                   |                                   |                                   |                                   |                                                 |                                                 |                                                 |                                                 |                                                      |                                                      |                                                      |                                                      |                                                      |                                                      |  |  |                                |                                |                                |                                |                                |                                |  |  |  |  |  |  |  |  |  |  |  |  |  |  |  |  |  |  |  |  |  |  |  |  |